# Cerro del Bernal
El Cerro del Bernal, también conocido como Bernal de Horcasitas, es un volcán extinto en el municipio de González, en la zona sur del estado de Tamaulipas, México; su altitud máxima es de 820 metros sobre el nivel del mar. Es un símbolo del estado por su aislamiento topográfico y su figura escarpada.
El agregado de "Horcasitas" es en honor al virrey de la Nueva España Juan Francisco de Güemes y Horcasitas, I conde de Revilla Gigedo, quién financiaría al coronel José de Escandón y Helguera, I conde de Sierra Gorda, en el proyecto colonizador del Nuevo Santander. 

## Descripción
Geológicamente, el Bernal es un cuello volcánico o butte con una edad aproximada de 28 millones de años. El cuello de lava endurecida es el resto del magma que se abrió camino hacia la superficie, forzando su paso entre las rocas. Es lo único que queda de este antiguo volcán, cuya composición es sumamente exótica, de una fonolita de olivino. Esta es resistente a la erosión, por lo que se ha preservado la elevación
El cerro está conformado por dos partes distintas: la primera, cubierta por una selva tropical, es una gran loma parecida a un cono, cuya base tiene un diámetro aproximado de 10 kilómetros; la segunda, a partir de los 500 m s. n. m., está compuesta por peñascos de piedra que surgen casi verticalmente del centro del cono. La loma de base es accesible por todas direcciones y solo en algunos lugares, donde la vegetación está llena de enredados y espinosos cordales y tapizada de huapillas, fuerza a los exploradores a abrirse paso usando machetes o cuchillos. En cambio, el acceso se vuelve más difícil, pero tanto más atractivo para actividades como el rápel, a partir de la base casi vertical de la piedra.
Los poblados más cercanos al cerro son Las Águilas del Bernal y El Salado, ambos localizados en el municipio de González, y la forma más fácil de llegar desde Villa González es tomando la carretera Cd. Mante-González hacia el oeste, hasta la intersección con la carretera a las Avelinas.

## Símbolo del estado de Tamaulipas

El escudo de Tamaulipas, con el Bernal en la cuarta sección

El Bernal es el símbolo principal del municipio de Villa González y uno de los iconos más significativos del estado de Tamaulipas. Forma parte del escudo de armas del estado y se ha utilizado en monedas conmemorativas como el símbolo del estado de Tamaulipas. Está considerado como área natural protegida y monumento natural porque se han encontrado vestigios de antiguos poblamientos indígenas e identifican a este lugar como patrimonio histórico cultural. Es una zona vedada a la actividad cinegética.